# 順徳路

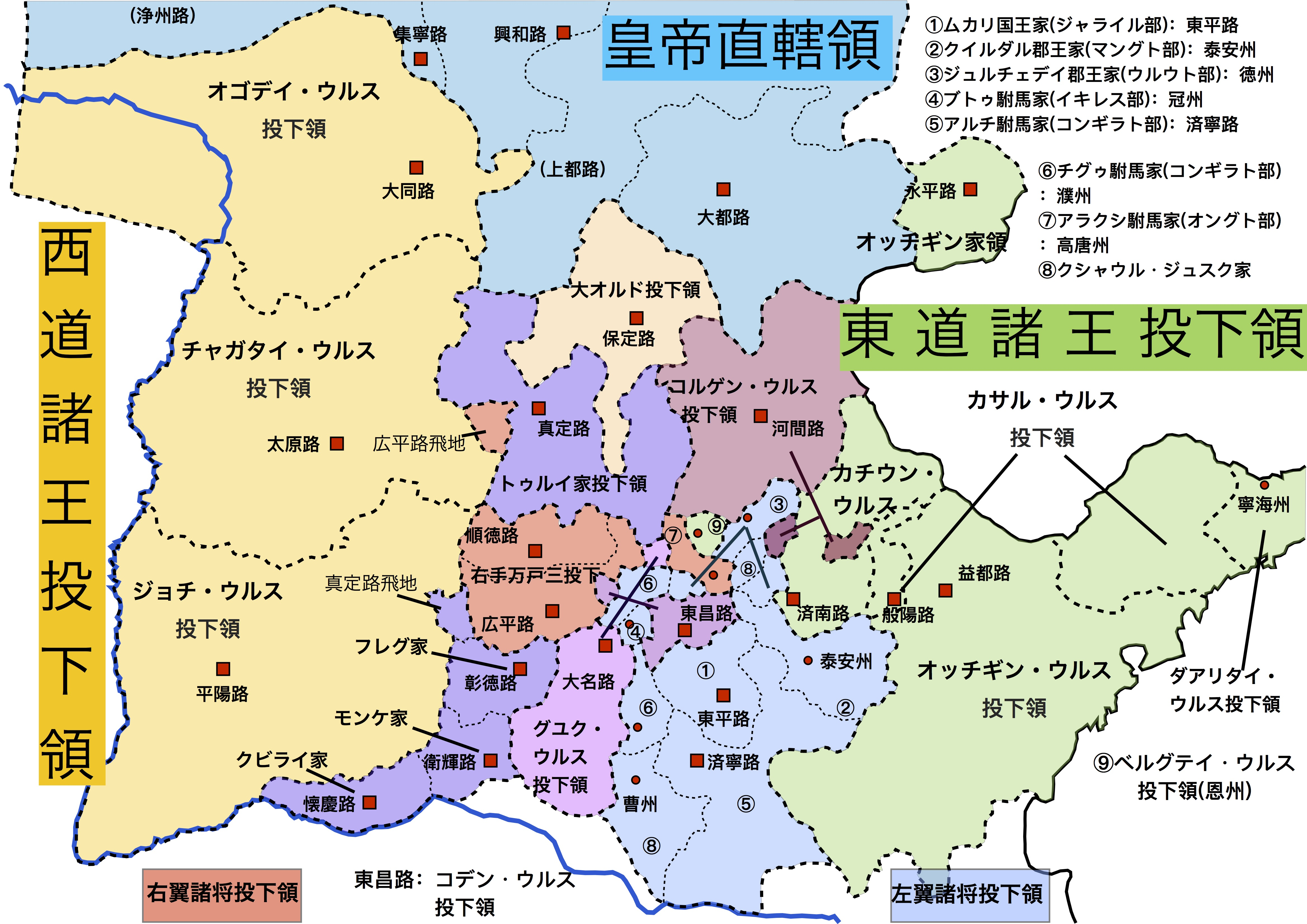
モンゴル時代の華北投下領。順徳路は中央の「右手万戸三投下」領に属する。

順徳路（じゅんとくろ）は、中国にかつて存在した路。モンゴル帝国および大元ウルスの時代に現在の河北省邢台市一帯に設置された。

## 歴史
唐代・金代の邢州を前身とする。モンゴル帝国第2代皇帝オゴデイ・カアンの治世の1236年に洺州・邢州・磁州・威州の4州を管轄する邢洺路総管府が設置され、第5代皇帝クビライ・カアンの治世の1262年（中統3年）には邢州のみが順徳府に昇格とされ、更に1265年（至元2年）に順徳路総管府に改められた。後に他の邢洺路の諸州は広平路とされている。
1236年、オゴデイは河北の諸路を諸王・勲臣に分配した（丙申年分撥）が、この時邢洺路は「右手万戸三投下」の投下領とされた。「右手万戸三投下」とはオロナウル3氏族（コンゴタン・アルラト・ケレングト）出身のノヤンの総称で、邢州はその中でもオロナウル・ケレングト部出身のバダイとキシリクの投下領とされた。バダイとキシリクの子孫はクビライ（後の第5代皇帝）が第4代皇帝モンケに南宋征服の司令官に任命されて赴任してきた時、自らの投下領である邢州の統治権を委ねている。クビライが後に第5代カアン（皇帝）に即位すると邢州の統治権はバダイとキシリク家に返還されたが、このような経緯のために邢洺路の中で邢州のみが順徳路として独立したと考えられている。
朱元璋が明朝を建国すると順徳路は再び順徳府とされた。

## 管轄県
順徳路には9県が設置されていた。
- 邢台県
- 沙河県
- 南和県
- 任県
- 内丘県
- 唐山県
- 鉅鹿県
- 平郷県
- 広宗県